# Avant-punk
L'avant-punk est un style de musique punk caractérisé par une « expérimentation criarde » et est aussi un terme utilisé par les critiques pour décrire la vague de groupes punk américains des années 1970.

## Histoire
L'avant-punk est né avec le groupe de rock basé à New York The Velvet Underground, tandis que les antécédents comprenaient les premiers Kinks et les one-shots du groupe de garage collectés sur la série d'albums de compilation Nuggets. Selon le critique Robert Christgau, entre 1966 et 1975, les seuls groupes notables pouvant être classés comme « avant-punk » étaient les Velvets, MC5, Iggy Pop and the Stooges, The Modern Lovers et les New York Dolls.